# Erebia abocula
Erebia abocula är en fjärilsart som beskrevs av Jules Favre 1903. Erebia abocula ingår i släktet Erebia och familjen praktfjärilar. Inga underarter finns listade i Catalogue of Life.